# Reichsstraße 116
Die Reichsstraße 116 (R 116) war bis 1945 eine Reichsstraße in den Ostgebieten des Deutschen Reiches.

## Verlauf
Die  Straße verlief teilweise in der Grenzmark Posen-Westpreußen und in Niederschlesien, im 1939 annektierten Wartheland, im Reichsgau Sudetenland, im Protektorat Böhmen und Mähren und in den Alpen- und Donau-Reichsgauen. Sie begann bei Schneidemühl an der Reichsstraße 123, verlief von dort in südlicher Richtung auf der Trasse der heutigen polnischen Droga krajowa 11/Droga ekspresowa S11 über Kolmar in Posen nach Posen, von dort weiter auf der Trasse der polnischen Droga krajowa 5 / Droga ekspresowa S5 über Leszno (ab 1941 Lissa (Wartheland)), Rawitsch, Trebnitz, Breslau, weiter auf der heutigen Droga krajowa 8 nach Glatz und von dort auf der jetzigen Droga krajowa 33 über die heutige polnisch-tschechische Grenze und weiter auf der heutigen tschechischen Silnice I/43 nach Zwittau und nach Brünn. Von Brünn verlief die Reichsstraße auf der Silnice I/52 durch Südmähren in Richtung Wien über Pohrlitz und Nikolsburg an der heutigen tschechisch-österreichischen Grenze. Von dort folgte sie der Brünner Straße B7 bis nach Wien. Südlich von Wien folgte sie der Wiener Neustädter Straße B17 über Wiener Neustadt (Abzweig der Reichsstraße 345) und Gloggnitz und weiter der Triester Straße über Bruck an der Mur und Leoben (heute parallele Semmering Schnellstraße). Von dort führte sie nach Zeltweg (heutige Murtal Schnellstraße), wo sie sich nach Süden wandte (heutige Obdacher Straße), ab Bad St. Leonhard im Lavanttal Packer Straße und Völkermarkt durchquerte und schließlich Klagenfurt erreichte. Von dort verlief sie über Villach und weiter zum Grenzübergang Thörl-Maglern nach Kärntner Straße (Kärnten), heute parallel geführte Süd Autobahn. Ihre Gesamtlänge betrug 1030 Kilometer.